# Solin (rivière)
Pour les articles homonymes, voir Solin.
Le Solin est un ruisseau du département du Loiret et un sous-affluent de la Seine par le Loing.

## Géographie
La longueur de son cours est de 31,3 km.
Il prend sa source au sud du Moulinet-sur-Solin et se jette dans le Loing à Châlette-sur-Loing

## Communes traversées
Dans le Loiret ;
Le Moulinet-sur-Solin ~ Montereau ~ La Cour-Marigny ~ Oussoy-en-Gâtinais ~ Vimory ~ Villemandeur ~ Châlette-sur-Loing

## Affluents
- Le ruisseau les Buissons à Montereau et qui mesure 1,9 km ;
- Le ruisseau la Menotte à Montereau et qui mesure 6,8 km ;
- Le Treille qui prend naissance dans la forêt d'Orléans à Montereau et se jette dans le Solin à Oussoy-en-Gâtinais.

## Histoire
En 1427, au moment du siège de Montargis par les Anglais, le Solin s'appelait alors La Vrayne.